# Rio Botin
O Rio Botin é um rio da Romênia afluente do Rio Firiza, localizado no distrito de Maramureş.